# Musée du Parti communiste chinois
Le musée du Parti communiste chinois (chinois : 中国共产党历史展览馆) est situé dans le district de Chaoyang à Pékin, en Chine. Le musée, inauguré en juin 2021, retrace l'histoire du Parti communiste chinois. Il est géré par le département de la propagande du Comité central du Parti communiste chinois.

## Présentation
Le musée, situé près du Parc olympique de Pékin, est l'œuvre de Shao Weiping, architecte en chef du Beijing Institute of Architectural Design et membre du Parti communiste chinois.
Le musée se développe sur une surface de 147 000 mètres carrés. Le premier niveau évoque la conquête du pouvoir par la Parti communiste chinois de 1921 à 1949. Le deuxième étage présente les années 1949 à 2007 soit la prise du pouvoir par Mao Zedong à l'entrée de Xi Jinping au sein du comité permanent du bureau politique. Le troisième niveau est réservé exclusivement à la vie et l'« œuvre » de Xi Jinping,.